# Kamimine
Kamimine (上峰町, Kamimine-chō) est un bourg du district de Miyaki, dans la préfecture de Saga, au Japon.

## Géographie

### Démographie
Au 1er février 2015, la population de Kamimine s'élevait à 9 406 habitants répartis sur une superficie de 12,80 km2.